# Championnat des Caraïbes de rugby à XV 2014
Navigation
Championnat des Caraïbes de rugby
 à XV 2013 Championnat des Caraïbes de rugby
 à XV 2015
Le Championnat des Caraïbes de rugby 2014 ou Caribbean Rugby Championship 2014 est une compétition organisée par la NACRA qui oppose les nations caribéennes, le Mexique et une sélection du Sud des États-Unis, USA South, formation issue de l'United States of America Rugby South Territorial Union (USARS), l'une des 7 Territorial Unions de la Fédération américaine de rugby .

## Équipes engagées
| North Championship League - Bermudes - Îles Caïmans - USA South | South Championship League - Barbade - Guyana - Trinité-et-Tobago |

| North Zone Cup League - Bahamas - Jamaïque - Mexique - Îles Turques-et-Caïques | South Zone Cup League - Îles Vierges britanniques - Curaçao - Sainte-Lucie - Saint-Vincent-et-les-Grenadines |

## North Championship League

### Résultats
| 10 mai 2014 | USA South | 33 - 6 | Bermudes | Life University, Marietta |
| 10 mai 2014 |           |        |          | Life University, Marietta |
| 10 mai 2014 |           |        |          | Life University, Marietta |

| 7 juin 2014 | Bermudes | 3 - 24 | Îles Caïmans | National Sports Centre, Hamilton |
| 7 juin 2014 |          |        |              | National Sports Centre, Hamilton |
| 7 juin 2014 |          |        |              | National Sports Centre, Hamilton |

| 14 juin 2014 | Îles Caïmans | 30 - 34 | USA South | Truman Bodden National, George Town |
| 14 juin 2014 |              |         |           | Truman Bodden National, George Town |
| 14 juin 2014 |              |         |           | Truman Bodden National, George Town |

### Classement
| Rang | Nation       | J | V | N | D | Pm | Pe | Diff | Pts |
| ---- | ------------ | - | - | - | - | -- | -- | ---- | --- |
| 1    | USA South    | 2 | 2 | 0 | 0 | 67 | 36 | +31  | 5   |
| 2    | Îles Caïmans | 2 | 1 | 0 | 1 | 54 | 37 | +17  | 4   |
| 3    | Bermudes     | 2 | 0 | 0 | 2 | 9  | 57 | -48  | 0   |

|  | Qualifié pour la finale (no 1).                           |
|  | Barrage contre le 1er de la North Zone Cup League (no 3). |

## South Championship League

### Résultats
| 17 mai 2014 | Barbade | 19 - 48 | Guyana | The Garrison Savannah, Saint Michael |
| 17 mai 2014 |         |         |        | The Garrison Savannah, Saint Michael |
| 17 mai 2014 |         |         |        | The Garrison Savannah, Saint Michael |

| 24 mai 2014 | Trinité-et-Tobago | 34 - 5 | Barbade | Port-d'Espagne, Trinité-et-Tobago |
| 24 mai 2014 |                   |        |         | Port-d'Espagne, Trinité-et-Tobago |
| 24 mai 2014 |                   |        |         | Port-d'Espagne, Trinité-et-Tobago |

| 7 juin 2014 | Guyana | 15 - 8 | Trinité-et-Tobago | The Guyana National Stadium, Providence |
| 7 juin 2014 |        |        |                   | The Guyana National Stadium, Providence |
| 7 juin 2014 |        |        |                   | The Guyana National Stadium, Providence |

### Classement
| Rang | Nation            | J | V | N | D | Pm | Pe | Diff | Pts |
| ---- | ----------------- | - | - | - | - | -- | -- | ---- | --- |
| 1    | Guyana            | 2 | 2 | 0 | 0 | 63 | 27 | +36  | 5   |
| 2    | Trinité-et-Tobago | 2 | 1 | 0 | 1 | 42 | 20 | +22  | 4   |
| 3    | Barbade           | 2 | 0 | 0 | 2 | 24 | 82 | -58  | 0   |

|  | Qualifié pour la finale (no 1).                           |
|  | Barrage contre le 1er de la South Zone Cup League (no 3). |

## Finale
| 28 juin 2014 | Guyana | 30 - 27 | USA South |  |
| 28 juin 2014 |        |         |           |  |
| 28 juin 2014 |        |         |           |  |

## North Zone Cup League

### Résultats
| 17 mai 2014 | Jamaïque | 10 - 6 | Îles Turques-et-Caïques | Slipe Road, Kingston |
| 17 mai 2014 |          |        |                         | Slipe Road, Kingston |
| 17 mai 2014 |          |        |                         | Slipe Road, Kingston |

| 17 mai 2014 | Bahamas | 18 - 33 | Mexique | Winton Rugby Field, Nassau |
| 17 mai 2014 |         |         |         | Winton Rugby Field, Nassau |
| 17 mai 2014 |         |         |         | Winton Rugby Field, Nassau |

| 31 mai 2014 | Îles Turques-et-Caïques | 11 - 13 | Bahamas | Meridian Field, Providenciales |
| 31 mai 2014 |                         |         |         | Meridian Field, Providenciales |
| 31 mai 2014 |                         |         |         | Meridian Field, Providenciales |

| 7 juin 2014 | Jamaïque | 8 - 29 | Mexique | Slipe Road, Kingston |
| 7 juin 2014 |          |        |         | Slipe Road, Kingston |
| 7 juin 2014 |          |        |         | Slipe Road, Kingston |

| 28 juin 2014 | Mexique | 97 - 0 | Îles Turques-et-Caïques | Mexico, Mexique |
| 28 juin 2014 |         |        |                         | Mexico, Mexique |
| 28 juin 2014 |         |        |                         | Mexico, Mexique |

| 28 juin 2014 | Bahamas | 10 - 17 | Jamaïque | Winton Rugby Field, Nassau |
| 28 juin 2014 |         |         |          | Winton Rugby Field, Nassau |
| 28 juin 2014 |         |         |          | Winton Rugby Field, Nassau |

### Classement
| Rang | Nation                  | J | V | N | D | Pm  | Pe  | Diff | Pts |
| ---- | ----------------------- | - | - | - | - | --- | --- | ---- | --- |
| 1    | Mexique                 | 3 | 3 | 0 | 0 | 164 | 26  | +138 | 9   |
| 2    | Jamaïque                | 3 | 2 | 0 | 1 | 35  | 50  | -15  | 4   |
| 3    | Bahamas                 | 3 | 1 | 0 | 2 | 41  | 61  | -20  | 3   |
| 4    | Îles Turques-et-Caïques | 3 | 0 | 0 | 3 | 17  | 120 | -103 | 2   |

|  | Barrage contre le 3e de la North Championship League (no 1). |

## South Zone Cup League

### Résultats
| 10 mai 2014 | Curaçao | 56 - 7 | Sainte-Lucie | Blue Bay Golf and Beach Resort, Sint Michiel |
| 10 mai 2014 |         |        |              | Blue Bay Golf and Beach Resort, Sint Michiel |
| 10 mai 2014 |         |        |              | Blue Bay Golf and Beach Resort, Sint Michiel |

| 17 mai 2014 | Îles Vierges britanniques | 22 - 24 | Saint-Vincent-et-les-Grenadines | A.O. Shirley National Stadium, Road Town |
| 17 mai 2014 |                           |         |                                 | A.O. Shirley National Stadium, Road Town |
| 17 mai 2014 |                           |         |                                 | A.O. Shirley National Stadium, Road Town |

| 7 juin 2014 | Îles Vierges britanniques | 18 - 29 | Sainte-Lucie | A.O. Shirley National Stadium, Road Town |
| 7 juin 2014 |                           |         |              | A.O. Shirley National Stadium, Road Town |
| 7 juin 2014 |                           |         |              | A.O. Shirley National Stadium, Road Town |

| 7 juin 2014 | Saint-Vincent-et-les-Grenadines | 12 - 19 | Curaçao | Arnos Vale Sporting Complex, Kingstown |
| 7 juin 2014 |                                 |         |         | Arnos Vale Sporting Complex, Kingstown |
| 7 juin 2014 |                                 |         |         | Arnos Vale Sporting Complex, Kingstown |

| 21 juin 2014 | Curaçao | 42 - 12 | Îles Vierges britanniques | Blue Bay Golf and Beach Resort, Sint Michiel |
| 21 juin 2014 |         |         |                           | Blue Bay Golf and Beach Resort, Sint Michiel |
| 21 juin 2014 |         |         |                           | Blue Bay Golf and Beach Resort, Sint Michiel |

| 21 juin 2014 | Sainte-Lucie | 26 - 22 | Saint-Vincent-et-les-Grenadines | Mindoo Phillip Park, Castries |
| 21 juin 2014 |              |         |                                 | Mindoo Phillip Park, Castries |
| 21 juin 2014 |              |         |                                 | Mindoo Phillip Park, Castries |

### Classement
| Rang | Nation                          | J | V | N | D | Pm  | Pe | Diff | Pts |
| ---- | ------------------------------- | - | - | - | - | --- | -- | ---- | --- |
| 1    | Curaçao                         | 3 | 3 | 0 | 0 | 117 | 31 | +86  | 8   |
| 2    | Sainte-Lucie                    | 3 | 2 | 0 | 1 | 62  | 96 | -34  | 3   |
| 3    | Saint-Vincent-et-les-Grenadines | 3 | 1 | 0 | 2 | 58  | 67 | -9   | 4   |
| 4    | Îles Vierges britanniques       | 3 | 0 | 0 | 3 | 52  | 95 | -43  | 1   |

|  | Barrage contre le 3e de la South Championship League (no 1). |

## Barrages
| 1er septembre 2014 | Mexique | Forfait | Bermudes | Mexico, Mexique |
| 1er septembre 2014 |         |         |          | Mexico, Mexique |
| 1er septembre 2014 |         |         |          | Mexico, Mexique |

| 20 septembre 2014 | Curaçao | 0 - 29 | Barbade | Blue Bay Golf and Beach Resort, Sint Michiel |
| 20 septembre 2014 |         |        |         | Blue Bay Golf and Beach Resort, Sint Michiel |
| 20 septembre 2014 |         |        |         | Blue Bay Golf and Beach Resort, Sint Michiel |